# Трамваи във Вроцлав
Трамваите във Вроцлав са пуснати в експлоатация като конски трамвай на 10 юли 1877 г.
Те са третата най-стара система в Полша (след тази във Варшава и Шчечин). Оператор е Miejskie Przedsiębiorstwo Komunikacyjne we Wrocławiu. Вроцлавските трамвай имат 23 линии с обща дължина 258.2 km. Междурелсието е стандартното за Европа – 1,435 mm.

## Подвижен състав
Във Вроцлав има 4 типа подвижен състав: Konstal 105Na, Protram 204 WrAs, Protram 205 WrAs, Škoda 16 T, Škoda 19 T, Pesa Twist и Moderus Beta. Вагони 105N са с различни модификации (след модификация се преименуват на 105NWr). В периода 1991 – 2004 не са доставяни нови трамваи, а само са се модернизирали моделите Konstal 105N и Konstal 105Na. През 2005 – 2008 са доставени 6 трамваи от модела Protram 204 WrAs и 10 трамвай от модела Protram 205 WrAs. От декември 2006 до ноември 2007 са доставени 17 трамваи от модела Škoda 16 T.
| Снимка | Тип              | Година на производство | Брой |
| ------ | ---------------- | ---------------------- | ---- |
|        | Konstal 105Na    | 1979 – 1992            | 46   |
|        | Konstal 105NWr   | 2004 – 2011            | 84   |
|        | Protram 204 WrAs | 2004 – 2008            | 12   |
|        | Protram 205 WrAs | 2006 – 2010            | 22   |
|        | Škoda 16 T       | 2006 – настояще        | 17   |
|        | Škoda 19 T       | 2010 – 2011            | 31   |
|        | Pesa Twist       | 2015 – настояще        | 8    |
|        | Moderus Beta     | 2015 – настояще        | 15   |

## Фотогалерия
- Историческият трамвай „Баба Яга“